# Greven
Greven er en tysk by i delstaten Nordrhein-Westfalen. Byen har omkring 35.000 indbyggere. Floden Ems løber lige igennem byen, og deler den i bydelene Greven links der Ems og Greven rechts der Ems. Byen ligger 40 km sydøst for Osnabrück og 15 km nord for Münster.
Münster Osnabrück International Airport er placeret 8 km øst for centrum af Greven.